# 龍尼山
77°34′S 146°10′W / 77.567°S 146.167°W
龍尼山（英語：Mount Ronne）是南極洲的山峰，位於瑪麗伯德地，屬於福特山脈中海恩斯山脈的一部分，美國探險隊發現該山峰，現時由南極條約體系管理。